# Родовища блоку Дабаа-Південь
Родовища блоку Дабаа-Південь – кілька родовищ вуглеводнів на заході Єгипта, відкритих на території концесійного блоку Дабаа-Південь.
Родовища виявлені в межах геологічного структурного підняття Каттара-Рідж, яке обмежує з півночі басейн Абу-Ель-Гарадік. Розвідувальне буріння на блоці Дабаа-Південь почалось у 1998 році та в підсумку призвело до відкриття 6 родовищ, як нафтових, так і газових. Щодо продуктивних відкладів зокрема відомо, що нафта виявлена у верхньокрейдовій формації Абу-Роаш у горизонті G, який належить до сеноманського ярусу.
Інвестором блоку Дабаа-Південь виступила туніська компанія Hadi Bouchamaoui Sons International (HBSIE). За усталеним в Єгипті порядком, розробка відкритих за участі іноземних інвесторів родовищ провадиться через спеціально створені компанії-оператори, якою в цьому випадку є створена у 1999 році South Dabaa Petroleum Company (DAPETCO).
Станом на початок 2010 року у розробку ввели 4 родовища, що дозволило досягнути видобутку на рівні 13 тисяч барелів нафти на добу. Станом на середину 2012 року цей показник зменшився до 8 тисяч барелів нафти водночас видобували газ в обсягах 4 тисячі барелів нафтового еквівалента, що становить близько 0,6 млн м3 на добу. 2015 року видобуток газу складав дещо більше за 1 млн м3 на добу, тоді як наприкінці весни 2016-го вже впав до менш ніж 0,8 млн м3.
В межах облаштування групи родовищ проклали близько 90 км з’єднувальних (для подачі продукції від свердловин на установку первинної підготовки) та головних трубопроводів, виконаних в діаметрах 100 мм, 200 мм та 250 мм. Для видачі нафти Дабаа-Південь під'єднали до трубопроводу діаметром 450 мм, який прямує повз майданчик DAPETCO у південно-східному напрямку до родовища Абу-Ель-Гарадік. Цей об’єкт первісно використовували як газопровід, проте не пізніше 2004-го його південну частину залучили для транспортування нафти (при цьому Абу-Ель-Гарадік сполучений нафтопроводом із розташованим на узбережжі Середземного моря експортним терміналом Ель-Хамра). Також відомо, що Дабаа-Південь з'єднали трубопроводом діаметром 200 мм із розташованим за два десятки кілометрів на південний схід родовищем BED-3 (сполучене газопроводом із ГПЗ Амірія).